# 塔斯曼尼亞州總督
塔斯曼尼亞總督（英語：Governor of Tasmania）是澳洲君主查爾斯三世在塔斯马尼亚州的全權代表。他日常不行使實權，由國王根據塔斯马尼亚州長的提議所欽命的，任命一般以5年為基礎，州長可請示國王延長其任期。
总督府位于霍巴特市中心商业区东北部。塔斯马尼亚州第一任生于澳大利亚的总督为斯坦利·伯伯里。从斯坦利·伯伯里起，历任总督几乎全出生于澳大利亚，其中仅彼得·安得伍是出生于英国。

## 外部連結
- 澳大利亚总督 （页面存档备份，存于）